# Karoline Dyhre Breivang
Karoline Charlotte Dyhre Breivang (født 10. maj 1980 i Oslo) er en norsk håndboldspiller, der spiller for Larvik HK. Breivang har spillet for klubben siden 2005. Før det spillede hun for NTG/Stabæk. Tidligere har hun spillet for Hosle Idrettslag og Stabæk. Hun debuterede for det norske landshold i håndbold mod Ungarn den 30. november 2000. Siden har hun spillet 175 kampe og scoret 320 mål (pr. 15.09.09). Fra 2001 til 2004 var hun plaget en del af skader og gik glip af tre mesterskaber for Norge (to pga skader og et fordi hun ikke blev udtaget). Hun har nummer otte på landsholdsdragten. Hendes højde er 172 cm og ugift.

## Meritter med det norske landshold
- VM 2009 –  Bronze
- EM 2008 –  Guld
- OL 2008 –  Guld
- VM 2007 –  Sølv
- EM 2006 –  Guld
- VM 2005 – 9.-plads
- EM 2004 –  Guld
- EM 2000 – 6.-plads